# Chainaz-les-Frasses
Chainaz-les-Frasses (se prononce Chaina-les-Frasses) est une commune française située dans le département de la Haute-Savoie, en région Auvergne-Rhône-Alpes. Elle fait partie du pays de l'Albanais.

## Urbanisme

### Typologie
Au 1er janvier 2024, Chainaz-les-Frasses est catégorisée commune rurale à habitat dispersé, selon la nouvelle grille communale de densité à sept niveaux définie par l'Insee en 2022.
Elle est située hors unité urbaine. Par ailleurs la commune fait partie de l'aire d'attraction d'Annecy, dont elle est une commune de la couronne,. Cette aire, qui regroupe 79 communes, est catégorisée dans les aires de 200 000 à moins de 700 000 habitants,.

### Occupation des sols
L'occupation des sols de la commune, telle qu'elle ressort de la base de données européenne d’occupation biophysique des sols Corine Land Cover (CLC), est marquée par l'importance des territoires agricoles (87 % en 2018), une proportion sensiblement équivalente à celle de 1990 (86,4 %). La répartition détaillée en 2018 est la suivante : 
zones agricoles hétérogènes (72,3 %), prairies (14,7 %), forêts (13 %).
L'IGN met par ailleurs à disposition un outil en ligne permettant de comparer l’évolution dans le temps de l’occupation des sols de la commune (ou de territoires à des échelles différentes). Plusieurs époques sont accessibles sous forme de cartes ou photos aériennes : la carte de Cassini (XVIIIe siècle), la carte d'état-major (1820-1866) et la période actuelle (1950 à aujourd'hui).

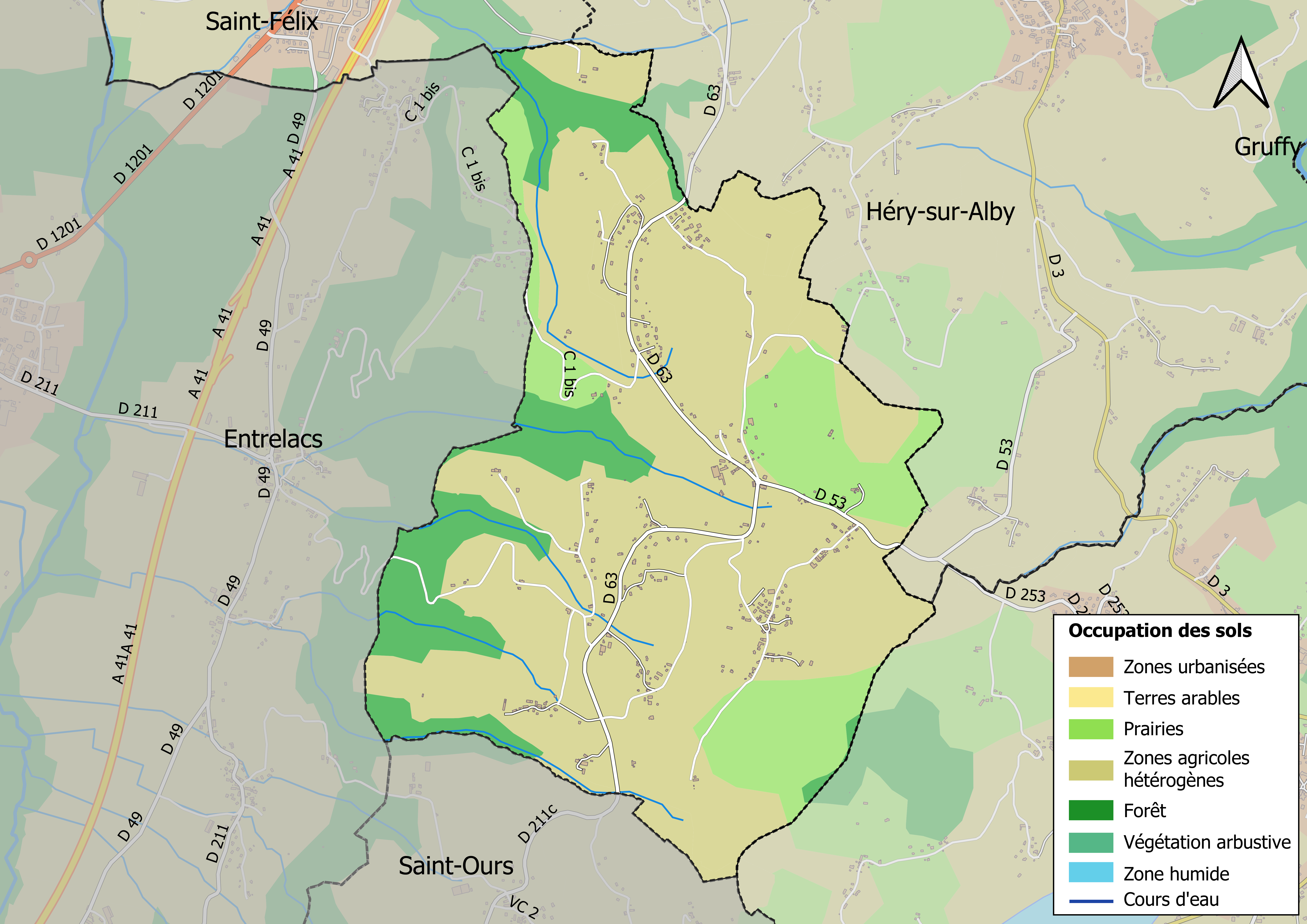
Carte des infrastructures et de l'occupation des sols en 2018 (CLC) de la commune.
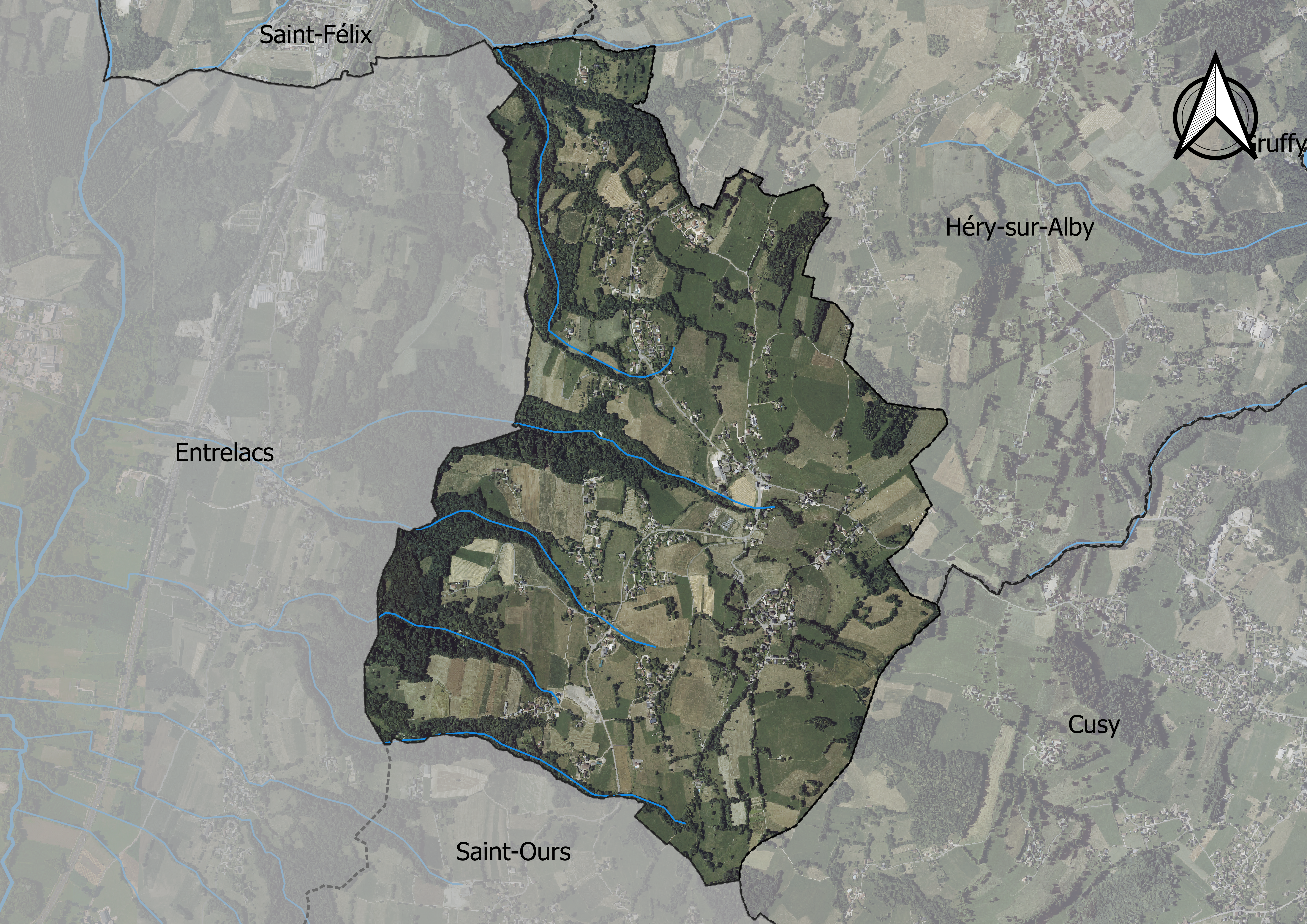
Carte orthophotogrammétrique de la commune.

## Toponymie
Chainaz veut dire « chênes » en raison d'une petite colline plantée de chênes et Les Frasses « frênes » en occitan. Chainaz vient du gaulois cassanos, "chêne" ; Frasse du latin fraxinus, "frêne".
La commune se dit, en francoprovençal, Shènâ (graphie de Conflans) ou Chèna-les-Frasses (ORB).

## Histoire
La commune a été créée en 1865 par le regroupement de deux anciennes communes : Chainaz et Les Frasses au nord-ouest, une autre petite commune comprenant deux villages : Les Frasses-d'en-haut et Les Frasses-d'en-bas.

## Politique et administration

### Situation administrative
Chainaz-les-Frasses relève de l'arrondissement d'Annecy et, avant la réforme territoriale de 2014, du canton d'Alby-sur-Chéran, dont Alby-sur-Chéran était le chef-lieu.
La commune appartient depuis le 1er janvier 2017 au Grand Annecy qui remplace la communauté de communes du pays d'Alby-sur-Chéran, créée en 1993 et qui fait suite à différents syndicats communaux (syndicat intercommunal pour le développement économique du canton d'Alby, syndicat intercommunal pour l'équipement scolaire du canton d'Alby, syndicat intercommunal pour le ramassage des élèves du canton d'Alby). On retrouve ainsi les onze communes de l'ancien canton d'Alby-sur-Chéran.

### Circonscriptions électorales
Depuis le redécoupage cantonal de 2014, la commune appartient au canton de Rumilly, qui compte selon le redécoupage cantonal de 2014 29 communes. La commune relève de la deuxième circonscription de la Haute-Savoie.

### Liste des maires

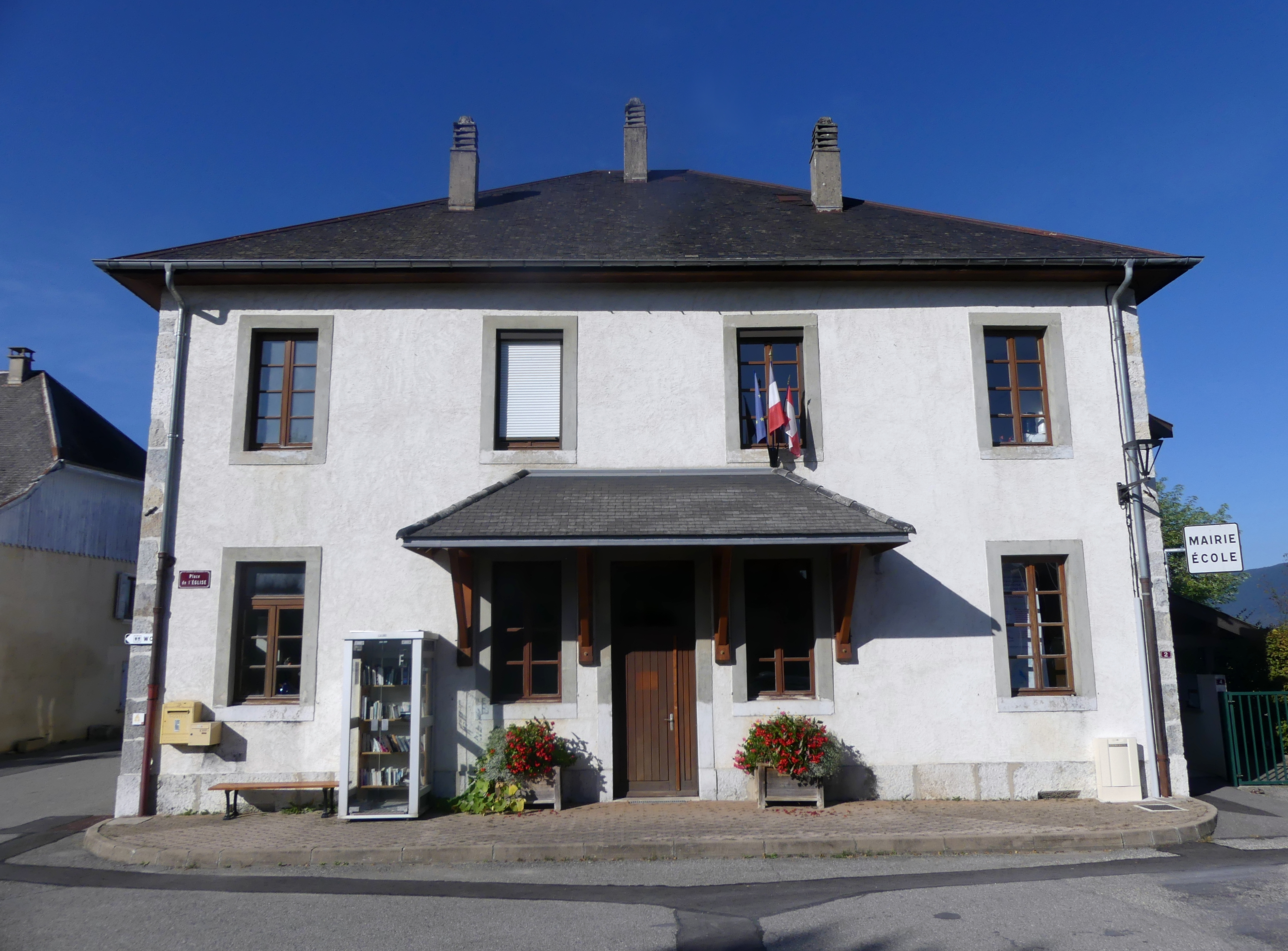
La mairie.

| Période   | Période                     | Identité           | Étiquette | Qualité |
| --------- | --------------------------- | ------------------ | --------- | ------- |
| 1959      | 1983                        | Gaston Chabert     |           |         |
| 1983      | 2001                        | Robert Bouvier     |           |         |
| mars 2001 | mars 2014                   | Georges Dupassieux |           |         |
| mars 2014 | En cours (au 30 avril 2014) | Gilles Viviant     |           |         |

## Démographie
L'évolution du nombre d'habitants est connue à travers les recensements de la population effectués dans la commune depuis 1793. Pour les communes de moins de 10 000 habitants, une enquête de recensement portant sur toute la population est réalisée tous les cinq ans, les populations de référence des années intermédiaires étant quant à elles estimées par interpolation ou extrapolation. Pour la commune, le premier recensement exhaustif entrant dans le cadre du nouveau dispositif a été réalisé en 2007.

En 2022, la commune comptait 708 habitants, en évolution de +1,14 % par rapport à 2016 (Haute-Savoie : +6,01 %, France hors Mayotte : +2,11 %).
| 1793 | 1800 | 1806 | 1822 | 1838 | 1848 | 1858 | 1861 | 1866 |
| ---- | ---- | ---- | ---- | ---- | ---- | ---- | ---- | ---- |
| 253  | 250  | 235  | 218  | 336  | 339  | 311  | 317  | 477  |

| 1872 | 1876 | 1881 | 1886 | 1891 | 1896 | 1901 | 1906 | 1911 |
| ---- | ---- | ---- | ---- | ---- | ---- | ---- | ---- | ---- |
| 519  | 504  | 463  | 468  | 459  | 453  | 450  | 434  | 427  |

| 1921 | 1926 | 1931 | 1936 | 1946 | 1954 | 1962 | 1968 | 1975 |
| ---- | ---- | ---- | ---- | ---- | ---- | ---- | ---- | ---- |
| 367  | 328  | 300  | 303  | 281  | 228  | 232  | 234  | 211  |

| 1982 | 1990 | 1999 | 2006 | 2007 | 2012 | 2017 | 2022 | - |
| ---- | ---- | ---- | ---- | ---- | ---- | ---- | ---- | - |
| 260  | 395  | 518  | 578  | 586  | 619  | 728  | 708  | - |

### Manifestations culturelles et festivités
Tous les ans, la municipalité et le comité des fêtes organisent :
- janvier : soirée choucroute-belote (organisée par l'école primaire) ;
- février : carnaval (avec l'incendie de Monsieur Carnaval) ;
- soir du 13 juillet : Soupe Campagnarde, suivie d'un bal et d'un feu d'artifice (organisé par le Comité des fêtes) ;
- 15 août : vogue (fête du village) suivie d'un bal ;
- septembre : Chaina'zik Festival ;
- Noël : spectacle, goûter et visite du père Noël.

Nombreux autres rendez vous culturels et musicaux : représentations de théâtre, concerts (autant classiques que concerts de jeunes groupes de la région en devenir).

### Sports
- Football-club de Chainaz-les-Frasses : fondé par Fernand Tavernier, le club évolua en 2e division régionale dans les années 1980-1990, présidé pendant toutes ces années par Jean-Pierre Perron.

En 2002, le club est mis en sommeil pour manque d'effectif.
Puis en 2011, un petit groupe d'amis a reformé le club qui connut son premier changement de président avec Pierre-Loïc Grosjean. Avec près de 30 licenciés, ils évolueront de nouveau en 2e série pour la saison 2013-2014.
Le club est toujours actif.
- De 1964 à 2006 fonctionna un remonte-pente-téléski de fabrication locale qui permit aux enfants des écoles de skier sur les herbages du Grand-Bois de 4 à 6 semaines par hiver.

## Économie
Exploitation des forêts, culture et élevage ont depuis toujours occupé les habitants du territoire.
Au XIXe siècle, beaucoup rejoignaient les Savoyards de Paris pour travailler comme valets ou femmes de ménage dans les hôtels.
En 1940 est créée une première coopérative agricole d'approvisionnement avec achats de tronçonneuses et matériels divers.
Aujourd'hui, une partie des habitants travaillent à Annecy et Aix-les-Bains et dans les zones artisanales et commerciales proches.

## Culture locale et patrimoine

### Lieux et monuments

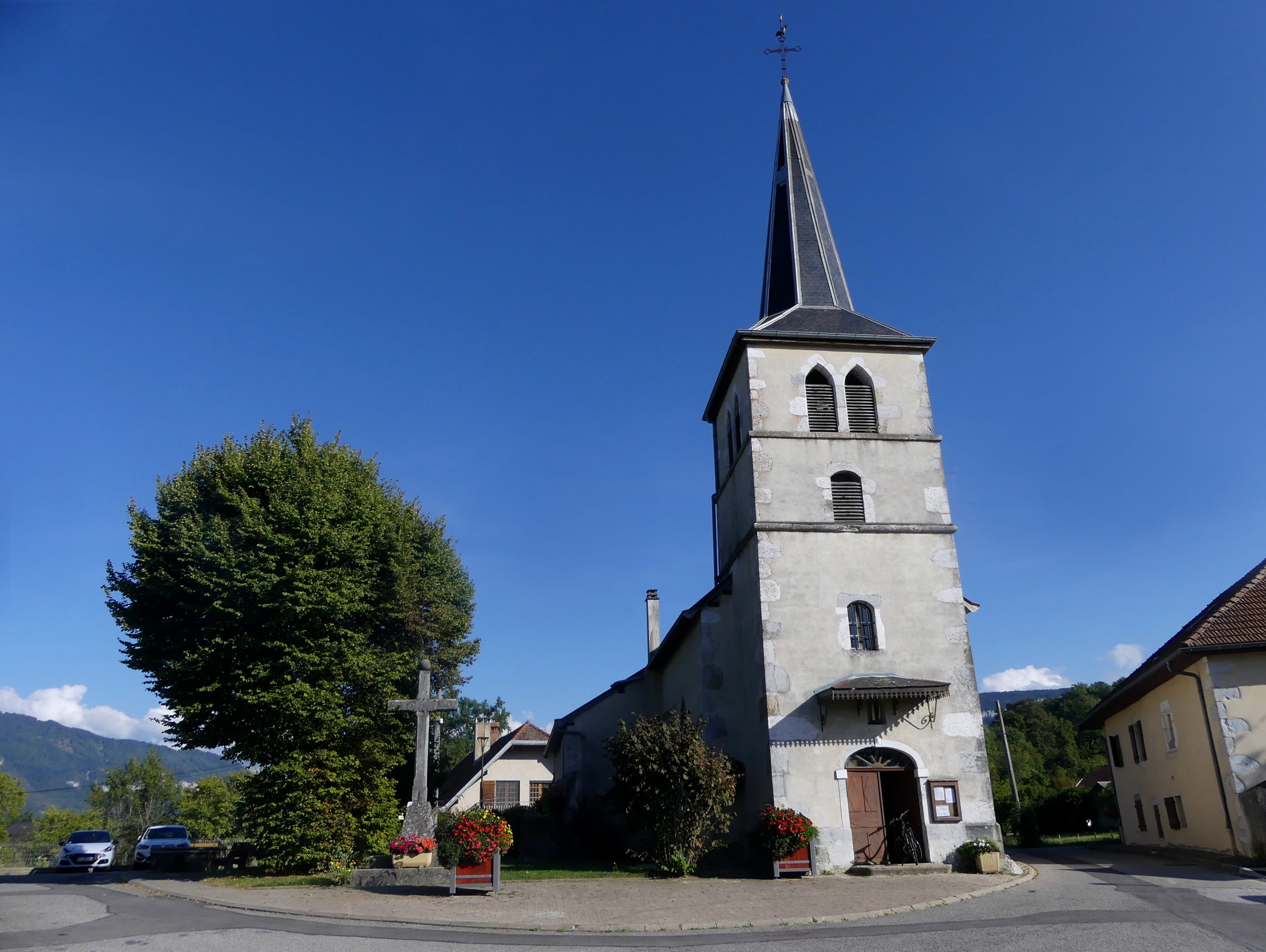
Église Notre-Dame de la Visitation.

- Église placée sous le patronage de Notre-Dame-de-la-Visitation. Le nouvel édifice, de style néoroman, est construit en 1722, puis il a été remanié selon les plans de l'architecte Camille Ruphy, entre 1866 et 1870. En réalité, seul l'extérieur appartient au style néoroman, tandis que l'intérieur se rattache au style néogothique[15]. L'église a été construite sur l'emplacement des ruines de la chapelle du château de Fésigny. Elle s'est embellie en 1945 d'une fresque peinte par Léon Raffin, sur les murs du chœur la Visitation ; la visite de François de Sales à Chainaz apportant un message de paix. Des habitants du village ont servi de modèles.
- Four à pain.

### Patrimoine culturel
Les patoisants de Chainaz les Frasses maintiennent autour de Fernand Tavernier la flamme de la langue francoprovençale pour la sauvegarder et la promouvoir. Les Balouriens, groupe de théâtre en patois, montent chaque année une pièce nouvelle.